# نادي تبوك الأدبي
نادي تبوك الأدبي، أحد الأندية الأدبية الستة عشر المنتشرة في المملكة العربية السعودية، تأسس في الخامس عشر من شوال عام 1415 هـ الموافق السابع عشر من مارس عام 1995 ، يتبع النادي مباشرة إلى وزارة الإعلام السعودية ممثلة بالوكالة العامة للشؤون الثقافية، بعد أن كان تابعا للرئاسة العامة لرعاية الشباب السعودي.

## تشكيل
وقد تم تشكيل مجلس الإدارة عام 1427 هـ وتكون المجلس من عشرة أعضاء هم: نايف بن دخيل الله الجهني رئيس مجلس الإدارة، موسى مصطفى العبيدان نائب الرئيس، محمد فرج العطوي المدير الإداري، مسلم فريج العطوي المدير المالي، سعد العريفي عضو، نايف الجهني عضو، عويض العطوي عضو، علي آدم عضو، محمد الدوسري عضو، عبد الرحمن العكيمي عضو
ينشط النادي في في نشر الثقافة والفكر، من خلال فعالياته المنبرية ومطبوعاته الدورية، التي تعني بنشر الإبداعات من شعر وقصة ورواية، وكذلك إصدار الكتب والدواوين الشعرية والمجموعات القصصية لمثقفي منطقة تبوك، يصدر عن النادي ثلاث مجلات دورية هي : مجلة أفنان وهي مجلة دورية ثقافية، ومجلة حسمي وهي مجلة دوية ابداعية، ومجلة ضفاف وهي مجلة تعنى بالفكر والثقافة والإبداع.

## لجان النادي
- لجنة النشاط المنبري تتكون من رئيس اللجنة فهد عايش الطيار رئيساً، والأعضاء موسى مصطفى العبيدان، ومسلم فريج العطوي، وضيف الله عيد العطوي، وربيع علي العبيري، وعويض حمود العطوي، وغرامة خلوفة العمري، وعبد المجيد سالم الإمام.
- لجنة العلاقات والإعلام تتكون من مسلم فريج العطوي رئيساً، والأعضاء علي عمر بدير، ومحمد ياسين عبد القادر، وسليم محمد الغيثي، وعودة سالم العطوي، وناعم عبد الله الشهري، ومنصور راشد الرشندي.
- لجنة الطباعة والنشر تتكون من عبد الرحمن إسماعيل الشعبان رئيساً، وعلي عمر بدير، وعارف حسن جنيد، وإياد سليمان المطلق، وخالد يوسف اليوسف.
- لجنة التقويم والمراجعة تتكون من موسى مصطفى العبيدان رئيساً، والأعضاء عبد المنعم عبد الله حسن، ويوسف محمود الجفال، ومحمد توفيق محمد، وعويض حمود العطوي، ومحمد راغب مصطفى.[3]

## لقاءات النادي المفتوحة
تكون اللقاءات يومياً بين صلاة المغرب وصلاة العشاء، وعادةً تكون دون ترتيب مسبق، أما اللقاءات التي يتم الترتيب لها مسبقاً وتوجه الدعوات إليها؛ فتكون في الاثنينية التي تُقام كل أسبوعين، ويتم خلال هذه اللقاءات المناقشة مع جميع رواد النادي بما فيهم أعضاء مجلس الإدارة ويُفتح المجال للشباب لسماع آرائهم وطرح أفكارهم حول ما يُناقش حوله.

## نشاطات النادي
- المحاضرات والأمسيات التي أُلقيت وأشرف عليها النادي خارج مدينة تبوك:
- مفهوم السعادة في الإسلام في يوم 29 /7 /1417هـ للدكتور علي سيد أحمد علي، وكان مكانها في ضباء
- أمسية شعرية بمحافظة حقل لمجموعة من شعراء المنطقة وهم: محمد توفيق محمد - نايف الجهني - غرامة العمري
- أمسية شعرية بمحافظة أملج لمجموعة من شعراء أملج وشاعر من مدينة تبوك
- المحاضرات التي قام بها النادي منذ تأسيسه وحتى تاريخه:
- ركائز النهضة في الشعر السعودي للدكتور موسى مصطفى العبيدان، وذلك بتاريخ 4/ 11 /1415هـ
- تخيروا لنطفكم للدكتور حسين علي حسن، وذلك بتاريخ 25/ 11 /1415هـ
- الحق الإلهي إلى أين؟ للشيخ أبو عبد الرحمن ابن عقيل الظاهري، وذلك بتاريخ 6/6 /1416هـ وغيرها الكثير.
- الأمسيات الشعرية:
- الأولى بتاريخ 11/11/ 1415هـ، سليمان المطلق - محمد توفيق محمد -غرامة خلوفة العمري
- الثانية بتاريخ 6 /1 /1416هـ، محمد راغب داود- محمد فرج العطوي- نايف الجهني
- الثالثة بتاريخ 22/ 4 /1416هـ، سالم الحداد-علي عمر باراجي
- الرابعة بتاريخ 13 /6 /1416هـ، محمد هاشم رشيد-محمد العيد الخطراوي ، وغيرها الكثير.[5]

## إصدارات النادي
- الكتب الفكرية والثقافية
- الدوريات: مثل دورية أفنان، ومجلة ضفاف، ونبض.[6]

## انظر ايضاً
- تبوك
- نادي الرياض الأدبي
- نادي القصيم الأدبي
- نادي حائل الأدبي

## وصلات خارجية
- نادي تبوك الأدبي يوزع 8000 نسخة من إصداراته.
- نادي تبوك الأدبي بين زمنين.